# Antankarana-Malagasi
Antankarana-Malagasi, ook Tankarana, is een Austronesische taal van de groep der Malagasitalen, die wordt gesproken in de Afrikaanse eilandenstaat Madagaskar in de Indische Oceaan. Het Tankarana wordt door 88 000 personen, en daarmee 0,637% van de bevolking gesproken. Het woord "Antankarana" is het volk, en het betekent "die van de rotsen", waarbij "die" verwijst naar personen.

## Taalgebied
Het Tankarana is de meest noordelijke taal van het land: Het wordt gesproken in de noordelijke punt van Madagaskar maar er zijn ook enkelingen in de hoofdstad Antananarivo die deze taal gebruiken. Het noordelijke taalgebied grenst aan Noordelijk Betsimisaraka-Malagasi- (zuidoosten), Tsimihety-Malagasi- (zuiden) en Sakalava-Malagasitalige gebieden.

## Verwantschap met andere talen en woordenschat
72% van de woordenschat komt ruwweg overeen met die van het Merina, een dialect van het Plateaumalagasi.

## Verspreiding van de sprekers
- Madagaskar: 88 000; 9de plaats, 9de en laatste plaats volgens totaal aantal sprekers

## Grammatica
Antankarana-Malagasi is een VOS-taal.